# Kung Fu Panda 4
Kung Fu Panda 4 is een geanimeerde komische martialartsfilm uit 2024, geproduceerd door DreamWorks Animation en gedistribueerd door Universal Pictures. Het is het vierde deel in de Kung Fu Panda-franchise en het vervolg op Kung Fu Panda 3 (2016). De film is geregisseerd door Mike Mitchell en mede geregisseerd door Stephanie Ma Stine. De Engels gesproken variant bevat Jack Black, Dustin Hoffman, James Hong, Bryan Cranston en Ian McShane die hun rollen uit de vorige films opnieuw vertolken, met Awkwafina, Viola Davis en Ke Huy Quan die de cast vervolledigen.

## Verhaal
Po, die te horen heeft gekregen dat hij op het punt staat de spirituele leider van de Valley of Peace te worden, zoekt naar zijn opvolger als Dragon Warrior terwijl hij vecht tegen een nieuwe vijand genaamd "the Chameleon".

## Stemverdeling
| Personage                              | Engelse stemmen | Nederlandse stemmen    | Vlaamse stemmen      |
| -------------------------------------- | --------------- | ---------------------- | -------------------- |
| Po (reuzenpanda)                       | Jack Black      | Martijn Fischer        | Roel Vanderstukken   |
| Zhen (steppevos)                       | Awkwafina       | Linda Wagenmakers      | Vicky Florus         |
| The Chameleon / De Kameleon (kameleon) | Viola Davis     | Lucretia van der Vloot | Anke Helsen          |
| Master Shifu (rode panda)              | Dustin Hoffman  | Rik Felderhof          | Warre Borgmans       |
| Mr. Ping (gans)                        | James Hong      | Rob van de Meeberg     | Hugo Siga            |
| Li Shan (reuzenpanda)                  | Bryan Cranston  | Leo Richardson         | Geert Van Rampelberg |
| Tai Lung (sneeuwpanter)                | Ian McShane     | Sander de Heer         | Jan Van Looveren     |
| Han (Javaans schubdier)                | Ke Huy Quan     | Kwok One               | Manu Van Acker       |
| Granny Boar / Oma Zwijn (wild zwijn)   | Lori Tan Chinn  | Patty Brard            | Isabelle Van Hecke   |
| Captain Fish / Vis (vis)               | Ronny Chieng    | Phi Nguyen             | Bert De Kock         |
| Scott (krokodil)                       | Harry Shum jr.  |                        |                      |

Tijdens de aftiteling verschenen de Furious Five: Crane (kraanvogel), Mantis (bidsprinkhaan), Monkey (gouden stompneusaap), Tigress (tijger) en Viper (adder) in een rol als stille cameo, met uitzondering van Seth Rogen die schreeuwt als Mantis. Ook is er een cameo voor Youtuber MrBeast, die de stem inspreekt van Panda Pig.
De overige Nederlandse stemmen zijn onder andere ingesproken door Murth Mossel (Beer).
De overige Vlaamse stemmen werden ingesproken door Robin Keyaert (Barman Konijn), Heritier Tipo (Wolf Baas), Pixie De Winter, Sara De Smedt, Juan Gerlo, Bert Huysentruyt, Anouck Luyten, Peter Mulders, Matthieu Sys, Estelle Sys, Tessa Torrekens en Govert Deploige.

## Productie
Regisseurs Jennifer Yuh Nelson en Alessandro Carloni werden gevraagd naar de mogelijkheid van een vierde Kung Fu Panda- film voorafgaand aan de release van de derde film in januari 2016, waarbij Nelson later in augustus 2018 zei dat ze open stond voor het maken van een vierde deel. DreamWorks kondigde de vierde film officieel aan in augustus 2022, met Mitchell, Ma Stine en Rebecca Huntley als respectievelijk regisseur, co-regisseur en producer in april 2023.

### Ontwikkeling
Op 3 december 2010 zei Jeffrey Katzenberg, CEO van DreamWorks Animation, dat de mogelijkheid bestond dat de filmserie na Kung Fu Panda 3 nog drie sequels zou krijgen, waardoor het een zesdelige filmserie zou worden. Op 13 januari 2016 vroeg filmwebsite Collider de makers van Kung Fu Panda 3 naar de mogelijkheid van een vierde film. Co-regisseur Jennifer Yuh Nelson zei: "Het is één voor één. We willen er een perfect juweel van maken, en dan zien we wel wat er daarna gebeurt". Co-regisseur Alessandro Carloni zei: "Met de sequels willen we een compleet verhaal vertellen, en deze film doet dat. En als er nog een verhaal komt die dat doet, is dat fantastisch". Toen Yuh op 2 augustus 2018 werd gevraagd naar de mogelijkheid van Kung Fu Panda 4, antwoordde ze dat ze de serie altijd als een trilogie zag, maar open stond voor een vierde deel zolang de franchise zich op het hoofdkarakter Po concentreerde. 
In augustus 2022 bevestigde DreamWorks Animation dat Kung Fu Panda 4 in productie was. Op CinemaCon in april 2023 werden meer details voor de film onthuld, zoals het uitgangspunt, dat werd beschreven door Jack Black. Er werd ook aangekondigd dat Mike Mitchell de film zou regisseren, met Stephanie Ma Stine als co-regisseur en Rebecca Huntley als producer.
Het zal een van de laatste films zijn die volledig door DreamWorks Animation in eigen beheer op hun Glendale-campus wordt gemaakt. Cartoon Brew meldde in oktober 2023 dat DreamWorks afstapte van het intern produceren van films en na 2024 zwaarder ging vertrouwen op externe studio's, als onderdeel van een grote ontslagronde aangekondigd door COO Randy Lake, tijdens een reeks vergaderingen de maand ervoor. Volgens het rapport werd Sony Pictures Imageworks genoemd als de animatieservice voor een van de drie onaangekondigde films van DreamWorks, gepland voor 2025.

### Muziek
In december 2023 werd aangekondigd dat Hans Zimmer en Steve Mazzaro, van wie de eerste ook voor de eerste drie films componeerde, de filmmuziek zouden componeren.

### Marketing
Po keerde in 2023 terug als ballon tijdens de Macy's Thanksgiving Day Parade ter promotie voor de film.

## Release
Kung Fu Panda 4 ging op 3 maart 2024 in première in The Grove in Los Angeles. De film draait vanaf 6 maart in de Belgische en vanaf 20 maart 2024 in de Nederlandse bioscoop.